# Pléchâtel
Pléchâtel é uma comuna francesa na região administrativa da Bretanha, no departamento Ille-et-Vilaine. Estende-se por uma área de 36,68 km². Em 2010 a comuna tinha 2 882 habitantes (densidade: 78,6 hab./km²).